# Nyírlugos
Nyírlugos város Szabolcs-Szatmár-Bereg vármegyében, a Nyírbátori járásban.

## Fekvése
A vármegye déli határán fekszik, az Alföld északkeleti részén, ezen belül a Tiszántúl síkjából 20-50 méter magasra kiemelkedő Nyírség délkeleti szegletében, a Ligetalján. Ez a vidék a Nyírség legnagyobb futóhomokos területe, felszíne homokbuckák tömegéből áll. A homokból a szél parabolabuckákat és szélbarázdákat alakított ki.
Tengerszint feletti magassága 160 méter, itt található a Nyírség második legmagasabb pontja, a Tisza és a Körös vidékének vízválasztó vonala. 5838 hektár területen fekszik, amelyben a termőterület 5129 hektár, kivett terület 709 hektár. Koordinátái: 47° 44' É, 22° 9' K
A megyeszékhely Nyíregyháza 42 kilométerre északnyugatra fekszik, a járási székhely, Nyírbátor 26 kilométerre északkeletre, míg Hajdú-Bihar vármegye székhelye, Debrecen 38 kilométerre délnyugatra található.
A közvetlen szomszédos települések: északkelet felől Encsencs, kelet felől Nyírbéltek, délkelet felől Fülöp, délnyugat felől Nyíracsád, nyugat felől Nyíradony [ez utóbbi három már Hajdú-Bihar vármegyében fekszik], északnyugat felől pedig Nyírmihálydi. Nagyon kevés híja van annak, hogy nem határos észak-északnyugat felől még Nyírgelsével is.

### Megközelítése
Közúton a 471-es főút felől, a Nyíradonynál leágazó 4903-as, vagy a Nyírmihálydinál leágazó 4914-es úton közelíthető meg a legegyszerűbben. Nyíracsáddal és Vámospérccsel a 4905-ös út kapcsolja össze – ez vezet át különálló, Szabadságtelep nevű településrészén is –, Nyírbéltekre pedig ugyancsak a 4903-as úton lehet eljutni a városból.
Vasútvonal ma már nem érinti, így a legközelebbi vasúti csatlakozási lehetőséget a Apafa–Mátészalka-vasútvonal Nyírmihálydi megállóhelye kínálja. Korábban, 1950 és 1977 között a Debrecen-Nyírbéltek keskeny nyomtávú vasútvonal érintette a települést.

## Története
Aránylag későn, a XIV. században a Gutkeled nemzetség birtoktömbje közé ékelődve, mint vett birtok tűnik fel az okleveles adatok közt. Neve a lugas közszóból ered.
1354-ben a Báthori-család ecsedi ága osztozott rajta. Ettől kezdve mindenkor a család Ecsedet birtokló ágáé volt.
1428-as adatok szerint az Ecsedi uradalomhoz tartozott, mint Báthory birtok.
Báthory István országbíró halálával Báthory Gábor fejedelemre, majd ennek halála után az ecsedi uradalom tartozékaként Bethlen Gáborra szállt, aki 1627-ben 3000 forintért zálogba adta Farkas Istvánnak.
II. Rákóczi György a zálogösszeg megtérítése nélkül elvette, de Báthory Zsófia 1666-ban visszaadta Farkas Erzsébetnek, akinek kezével gr. Barkóczy János vette birtokba.
1607-ben Szabolcs és Szatmár vármegye közös megállapodása alapján Szabolcs megyéhez került ugyan, de a fele még mindig Szatmárban volt.
1723-ban a két rész hovatartozása feletti perben kiderült, hogy néhány évtizedig puszta volt, de ekkor már 48 telken laktak, útmenti, de házsoros településformában.
1828-ban az egész falu 139 házas jobbágyával, 28 házas és 4 házatlan zsellérével a Károlyiaké volt.
Nyírlugosba az évszázadok során két település olvadt be: Szennyes (ma Szabadságtelep) és Makra.
A Magyar Köztársaság Elnökének a 85/2005. [VI.29.] KE. határozata alapján Nyírlugos Nagyközség 2005. július 1-jén városi rangra emelkedett.

## Közélete

### Polgármesterei
- 1990–1994: Hovánszki György (független)[3]
- 1994–1998: Hovánszki György (független)[4]
- 1998–2002: Hovánszki György (független)[5]
- 2002–2006: Hovánszki György (független)[6]
- 2006–2010: Hovánszki György (független)[7]
- 2010–2014: Hovánszki György (Fidesz-KDNP)[8]
- 2014–2019: Hovánszki György (Fidesz-KDNP)[9]
- 2019–2024: Hovánszki György (Fidesz-KDNP)[10]
- 2024– : Hovánszki György (Fidesz-KDNP)[1]

## Népesség
A település népességének változása:
| Lakosok száma | 2824 | 2774 | 2699 | 2502 | 2491 | 2401 | 2418 |
|               | 2013 | 2014 | 2015 | 2021 | 2022 | 2023 | 2024 |

2001-ben a település lakosságának 93%-a magyar, 7%-a cigány nemzetiségűnek vallotta magát.
A 2011-es népszámlálás során a lakosok 90,4%-a magyarnak, 6,7% cigánynak mondta magát (9,6% nem nyilatkozott; a kettős identitások miatt a végösszeg nagyobb lehet 100%-nál). A vallási megoszlás a következő volt: római katolikus 36,5%, református 5,2%, görögkatolikus 39,7%, felekezeten kívüli 3,9% (14,4% nem válaszolt).
2022-ben a lakosság 92,8%-a vallotta magát magyarnak, 2,1% cigánynak, 0,3% németnek, 0,2-0,2% görögnek, románnak és ruszinnak, 0,1-0,1% örménynek, ukránnak és bolgárnak, 1,7% egyéb, nem hazai nemzetiségűnek (7,1% nem nyilatkozott; a kettős identitások miatt a végösszeg nagyobb lehet 100%-nál). Vallásuk szerint 26,9% volt római katolikus, 6% református, 33,4% görög katolikus, 0,3% egyéb keresztény, 6,9% felekezeten kívüli (26,2% nem válaszolt).

## Híres emberek
- Itt született dr. Kosutány Tamás (1848. március 7. – 1915. január 19.) agrárkémikus, mezőgazdasági szakíró, a mezőgazdasági ipar műszaki fejlesztésének egyik első hazai kezdeményezője; emlékét utcanév őrzi Cserhágó városrészben.
- Itt nőtt fel, és a Nyírlugos SE-ben kezdte futballkarrierjét Dzsudzsák Balázs (1986. december 23. –) magyar válogatott labdarúgó, a 2006/07-es év legjobb magyar játékosa.

## Képgaléria

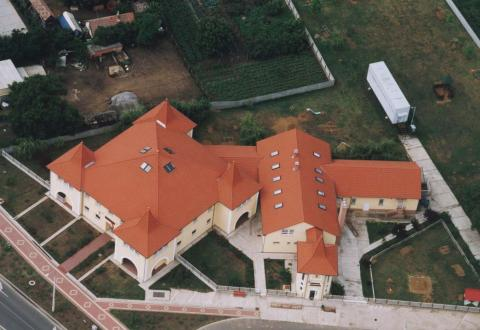
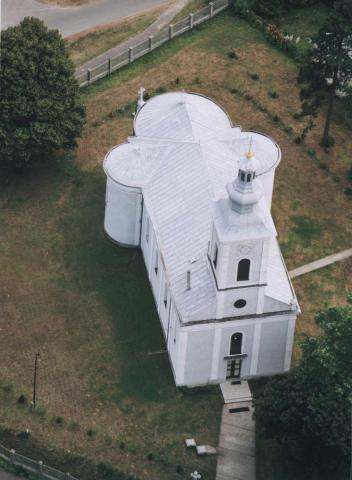
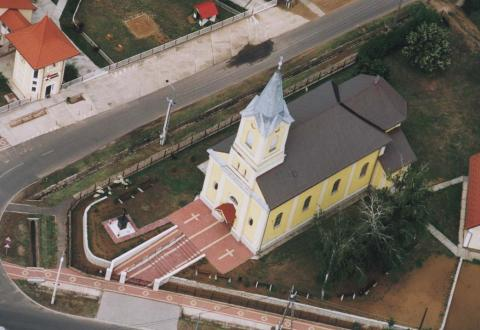

## Külső hivatkozások
- Nyírlugos város hivatalos honlapja
- Ligetalja.celodin.hu
- Nyírlugos bemutatása